# Halinów
Halinów ist eine Stadt im Powiat Miński der Woiwodschaft Masowien in Polen. Sie ist Sitz der gleichnamigen Stadt-und-Land-Gemeinde mit 16.438 Einwohnern (Stand 31. Dezember 2020).

## Geografische Lage
Halinów liegt etwa 20 Kilometer östlich des Zentrums von Warschau.

## Geschichte
1453 wird das Dorf Skruda, das heutige Halinów, erwähnt. Bei der Dritten Teilung Polens wurde die Gegend ein Teil Österreichs. Mit der Entstehung des Herzogtums Warschau wurde das Dorf Teil desselben und 1815 Teil Kongresspolens. 1866 wurde die Bahntrasse von Brest nach Warschau fertiggestellt, die durch Skruda führte. Nach dem Ende des Ersten Weltkriegs wurde der Ort 1918 Teil des wiederentstandenen Polens. Während des Polnisch-Sowjetischen Krieges befand sich der Ort unweit der Front. 1931 wurde der Ort Teil der Gemeinde Okuniew. 1936 erfolgte die Elektrifizierung der durch das Dorf führenden Bahnstrecke und es wurde ein Bahnsteig errichtet. Während des Zweiten Weltkrieges wurde der Ort im September 1939 von der Wehrmacht besetzt. Die Besatzung endete mit dem Einmarsch der Roten Armee im Januar 1945. Ein Jahr darauf wurde für die Bahnstation sowie die dazugehörige Siedlung der Name Halinów festgelegt. Bei einer Verwaltungsreform wurde der Ort 1952 Teil des Powiats Otwocki und Sitz einer Gemeinde. 1973 wurde Halinów Teil des Powiats Miński. Mit der Auflösung der Woiwodschaft Warschau war der Ort ab 1999 Teil der Woiwodschaft Masowien. Am 1. Januar 2001 erhielt der Ort Stadtrecht.

## Gemeinde
Zur Stadt-und-Land-Gemeinde (gmina miejsko-wiejska) Halinów mit einer Fläche von 63,1 km² gehören die Stadt selbst und 22 Dörfer mit Schulzenämtern.

## Wirtschaft und Infrastruktur

### Verkehr
Etwa zwei Kilometer südlich der Stadt verläuft die Landesstraße 2, zugleich Europastraße 30, welche in westlicher Richtung durch Warschau führt und im Osten unter anderem durch Biała Podlaska.
Die Stadt verfügt über einen Anschluss an das Schienennetz auf welchem die Koleje Mazowieckie Direktverbindungen nach Warschau anbietet.
Der nächste internationale Flughafen ist der Frédéric-Chopin-Flughafen Warschau, welcher etwa 25 Kilometer südwestlich liegt.

### Ansässige Unternehmen
2004 gab es auf dem Gebiet der Stadt 489 Unternehmen, 382 weitere auf dem Gebiet der Gemeinde. Den größten Anteil davon stellten die 312 Dienstleistungsunternehmen, gefolgt von 295 Handelsunternehmen. Weiterhin waren 76 Transport- und 76 produzierende Unternehmen sowie 15 Gastronomiebetriebe ansässig.

### Bildung
In Halinów gibt es einen Schulkomplex (Zespół Szkół) in welchem ein Kindergarten, eine Grund- sowie eine Realschule integriert sind.